# Béhasque-Lapiste
Béhasque-Lapiste är en kommun i departementet Pyrénées-Atlantiques i regionen Nouvelle-Aquitaine i sydvästra Frankrike. Kommunen ligger i kantonen Saint-Palais som tillhör arrondissementet Bayonne. År 2022 hade Béhasque-Lapiste 505 invånare.

## Befolkningsutveckling
Antalet invånare i kommunen Béhasque-Lapiste
| Referens: INSEE |